# Малый Мутор
Малый Мутор — деревня в Касимовском районе Рязанской области. Входит в Дмитриевское сельское поселение

## География
Находится в северо-восточной части Рязанской области на расстоянии приблизительно 20 км на север-северо-восток по прямой от районного центра города Касимов.

## История
В 1859 году здесь (тогда деревня Касимовского уезда Рязанской губернии) было учтено 3 двора, в 1897 — 15.

## Население
Численность населения: 44 человека (1859 год), 104 (1897), 31 в 2002 году (русские 100 %), 7 в 2010.